# Эрнайн мак Фиахнай
Эрнайн мак Фиахнай (др.‑ирл. Ernaine mac Fiachnai; убит в 636) — король Айлеха (630—636) из рода Кенел Эогайн.

## Биография
Эрнайн был сыном Фиахны мак Ферадайга, внука короля Айлеха Муйредаха мак Эогайна, и братом Суибне Заики. Он принадлежал к септу Кенел Ферадайг. Хотя ни отец, ни дед Эрнайна не владели престолом Айлеха, его брату Суибне в 612 году удалось получить власть над этим королевством, а в 615 году стать верховным королём Ирландии. Суибне Заика погиб в 628 году, после чего престол Айлеха унаследовал родственник Эрнайна Маэл Фитрих мак Аэдо из септа Кенел Майк Эрке, а титул верховного короля перешёл к Домналлу мак Аэдо из рода Кенел Конайлл.
Вероятно, Эрнайн мак Фиахнай не смирился с потерей его семьёй королевского титула. По свидетельству ирландских анналов, в 630 году он разбил в сражении при Лейтирбе войско Маэл Фитриха мак Аэдо. Тот пал на поле боя и это позволило Эрнайну овладеть властью над Айлехом.
В трактате «Laud Synchronisms» сообщается, что правление Эрнайна мак Фиахная продолжалось шесть лет. В 636 году он пал от руки неназванного по имени убийцы, вероятно одного из членов септа Кенел Майк Эрке.
После гибели Эрнайна мак Фиахная престол Айлеха унаследовал его племянник Крундмаэл мак Суибни.
Известно, что у Эрнайна мак Фиахная был сын Маэл Фуатайг, скончавшийся в 662 году и бывший одним из последних известных представителей Кенел Ферадайг.